# Божиків

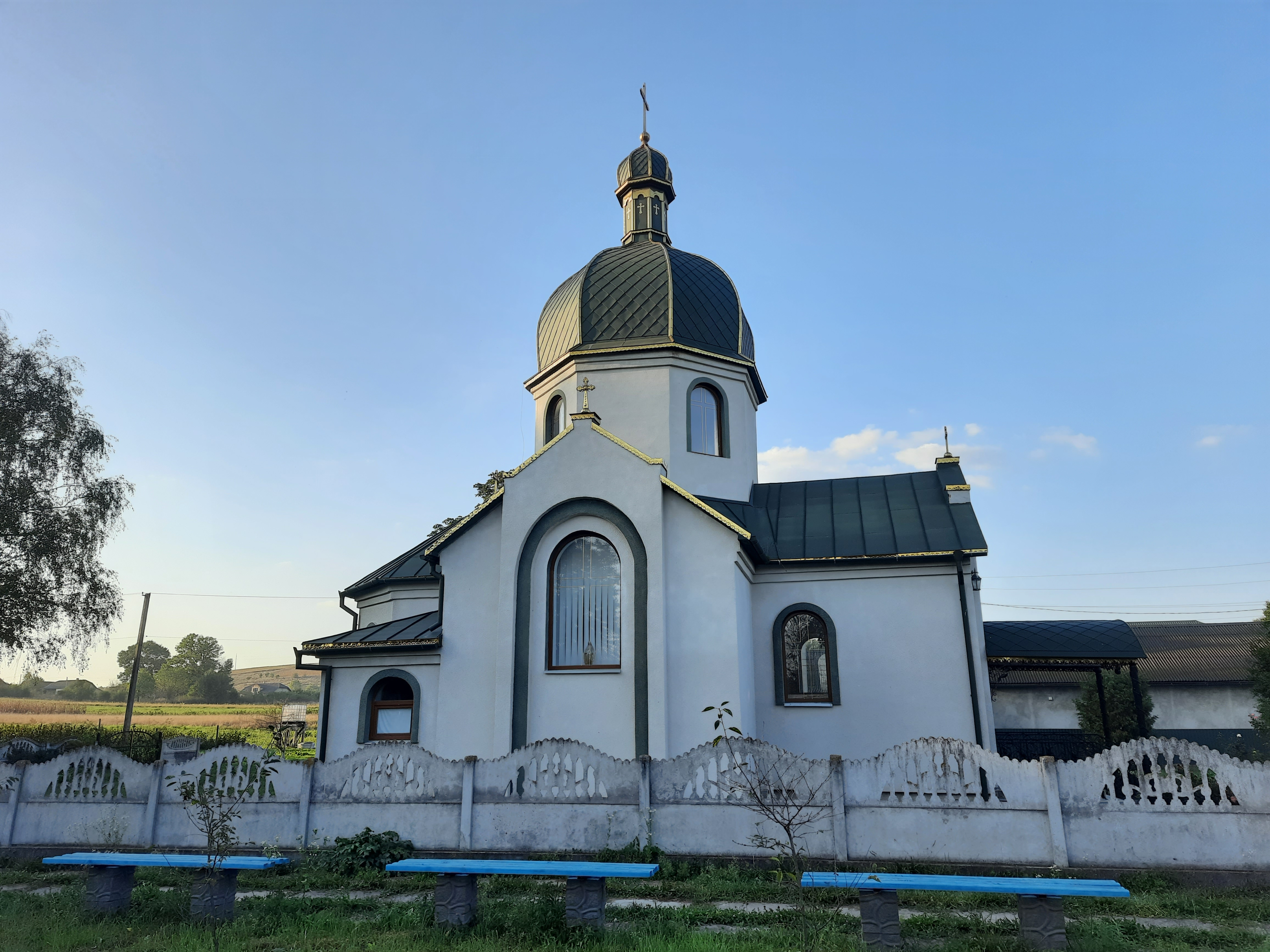
Церква Святого Миколая (2011)

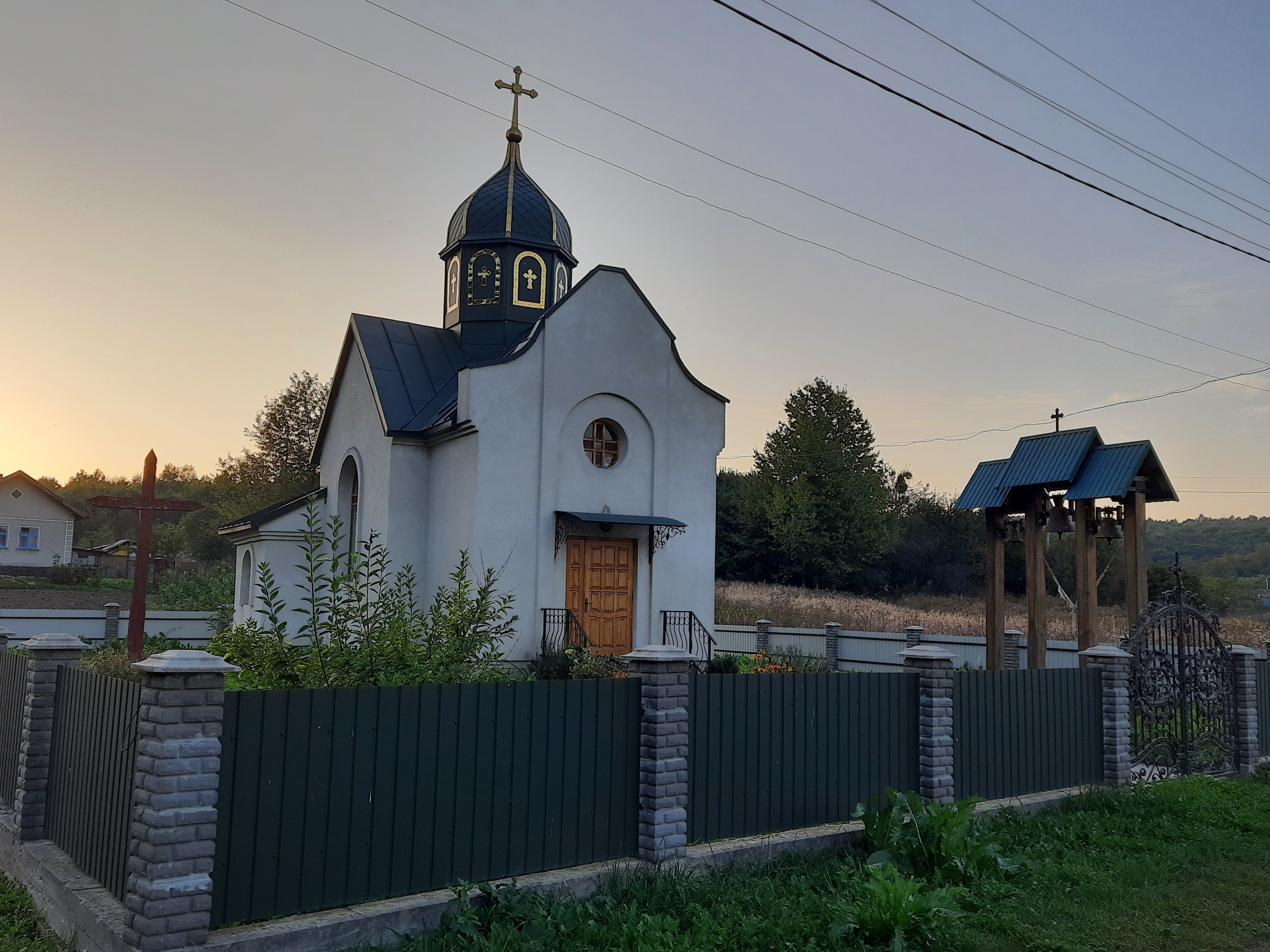
Церква Успіння Пресвятої Богородиці (2012) хутір Лози

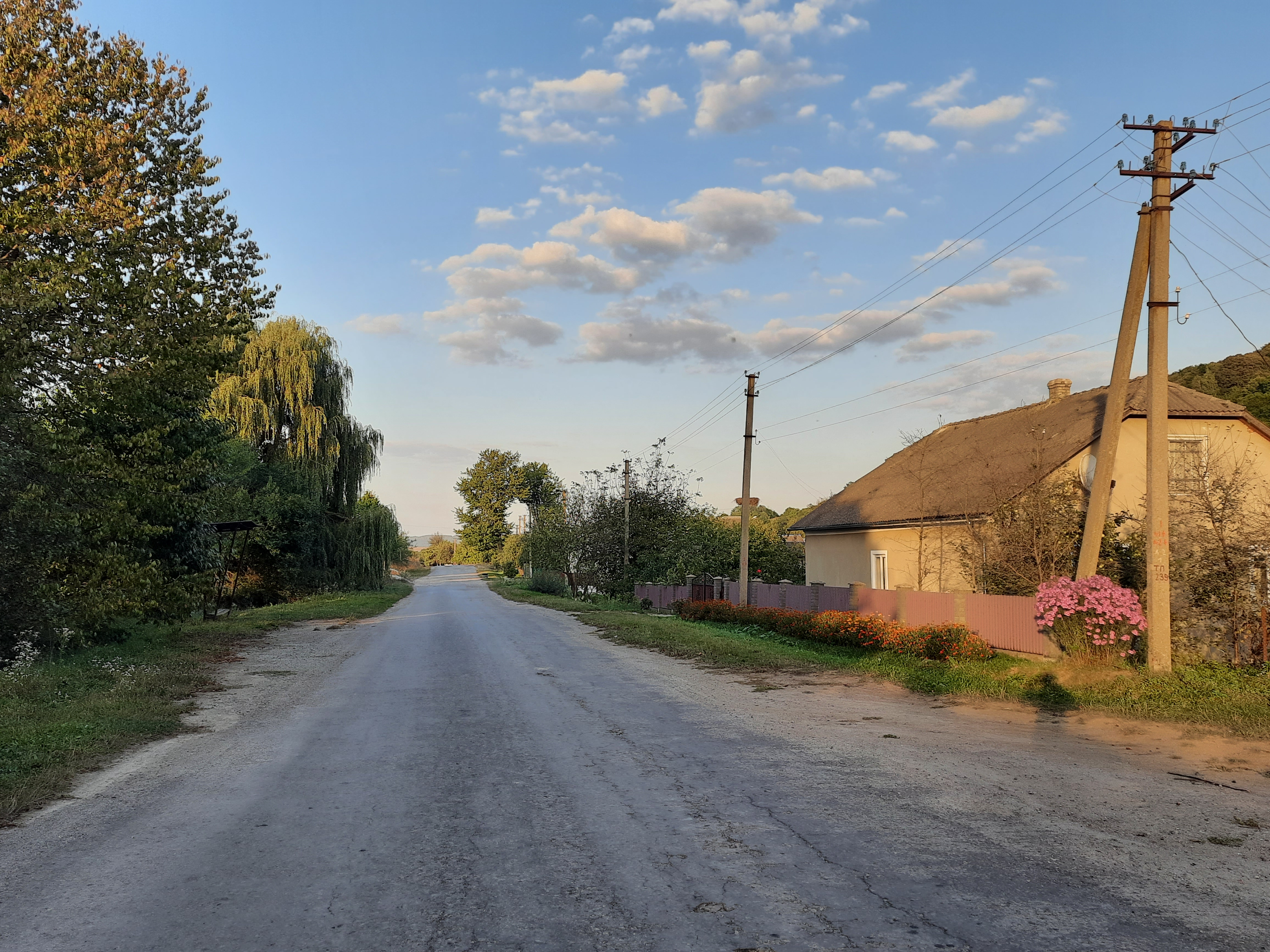
Хутір Слобідка

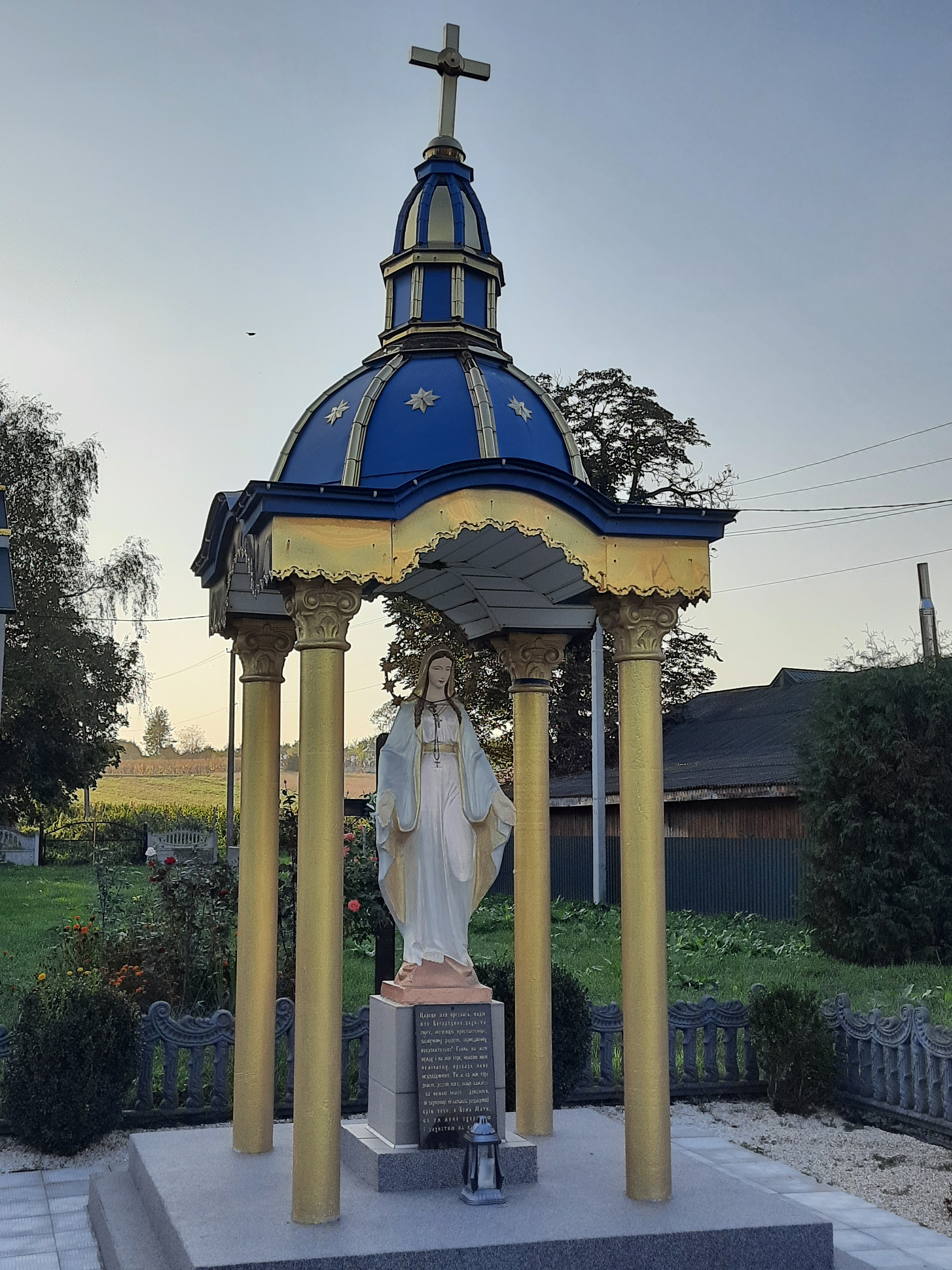
Скульптура Божої Матері

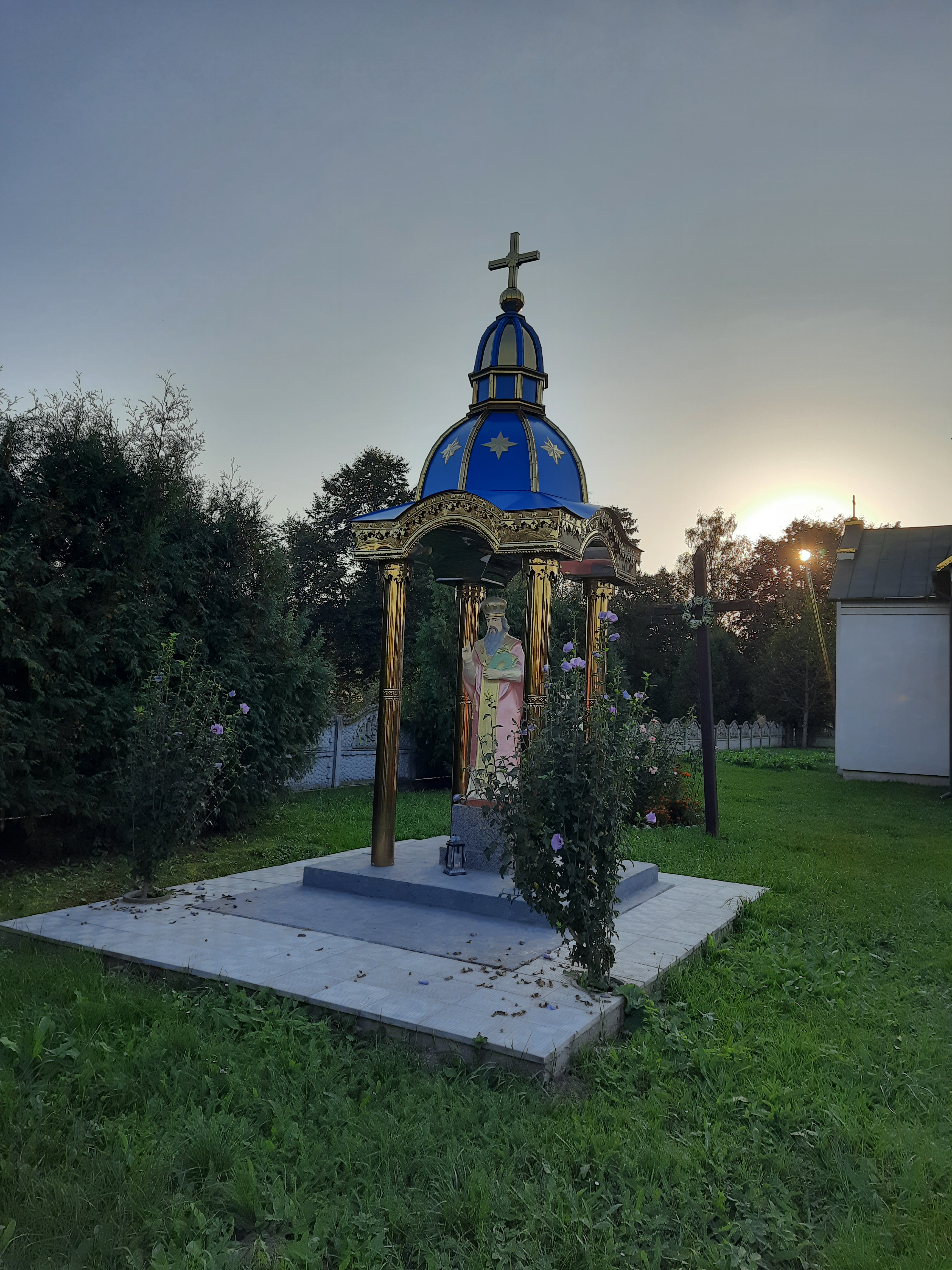
Скульптура Святого Миколая

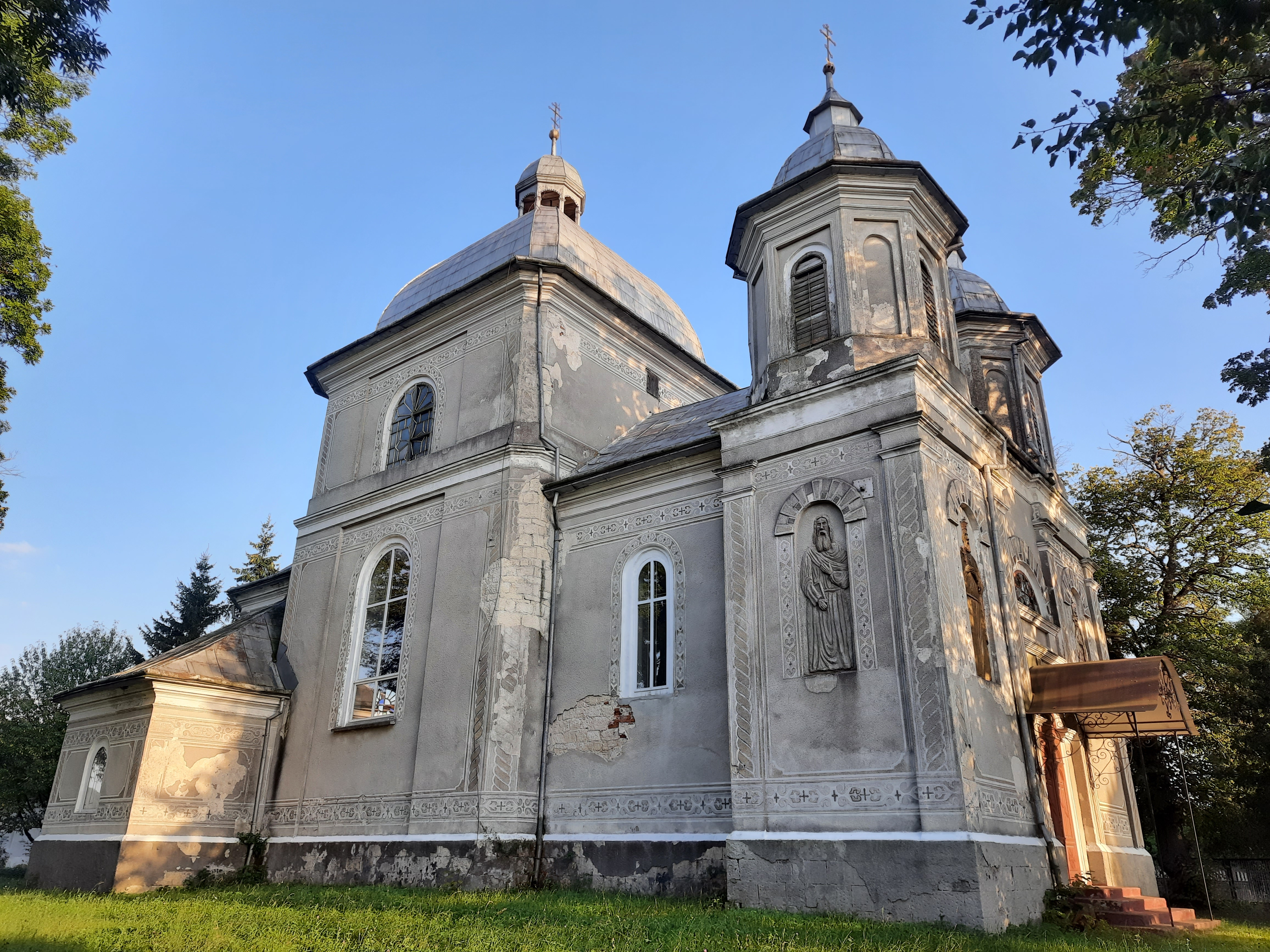
Церква Миколая Чудотворця (1870р)

Бо́жиків (1964—1990 роки — Привітне) —  село в Україні, у Саранчуківській сільській громаді Тернопільського району Тернопільської області. Адміністративний центр колишньої Божиківської сільської ради, якій підпорядковувалися села Божиків, Волощина, Квіткове і хутори Слобідка, Лози. 
Населення становить 528 осіб (2014).

## Географія
Розташоване на правому березі річки Золота Липа, у яку впадає річка Літятинський потік. Дворів — 241. У селі є вулиці: Вічна, Криві, Лози, Нова, Островець, Скаскова, Слобідка, Центральна та Шумлянецька.
На південний захід від села розташований ботанічний заказник «Кизилові гаї».

### Клімат
Для села характерний помірно континентальний клімат. Божиків розташований у «холодному Поділлі» — найхолоднішому регіоні Тернопільської області.
| Клімат Божикова           | Клімат Божикова | Клімат Божикова | Клімат Божикова | Клімат Божикова | Клімат Божикова | Клімат Божикова | Клімат Божикова | Клімат Божикова | Клімат Божикова | Клімат Божикова | Клімат Божикова | Клімат Божикова | Клімат Божикова |
| Показник                  | Січ.            | Лют.            | Бер.            | Квіт.           | Трав.           | Черв.           | Лип.            | Серп.           | Вер.            | Жовт.           | Лист.           | Груд.           | Рік             |
| Середній максимум, °C     | −1,1            | 0,4             | 5,4             | 13,4            | 19,3            | 22,5            | 23,8            | 23,2            | 19,0            | 13,1            | 5,9             | 1,0             | 12              |
| Середня температура, °C   | −4,2            | −2,6            | 1,7             | 8,5             | 13,9            | 17,2            | 18,5            | 17,8            | 13,9            | 8,5             | 2,9             | −1,6            | 7               |
| Середній мінімум, °C      | −7,2            | −5,5            | −2              | 3,6             | 8,6             | 11,9            | 13,2            | 12,4            | 8,8             | 4,0             | 0,0             | −4,1            | 3               |
| Норма опадів, мм          | 31              | 30              | 32              | 50              | 77              | 91              | 95              | 70              | 55              | 38              | 36              | 39              | 644             |
| ------------------------- | --------------- | --------------- | --------------- | --------------- | --------------- | --------------- | --------------- | --------------- | --------------- | --------------- | --------------- | --------------- | --------------- |
| Джерело: climate-data.org |                 |                 |                 |                 |                 |                 |                 |                 |                 |                 |                 |                 |                 |

## Історія

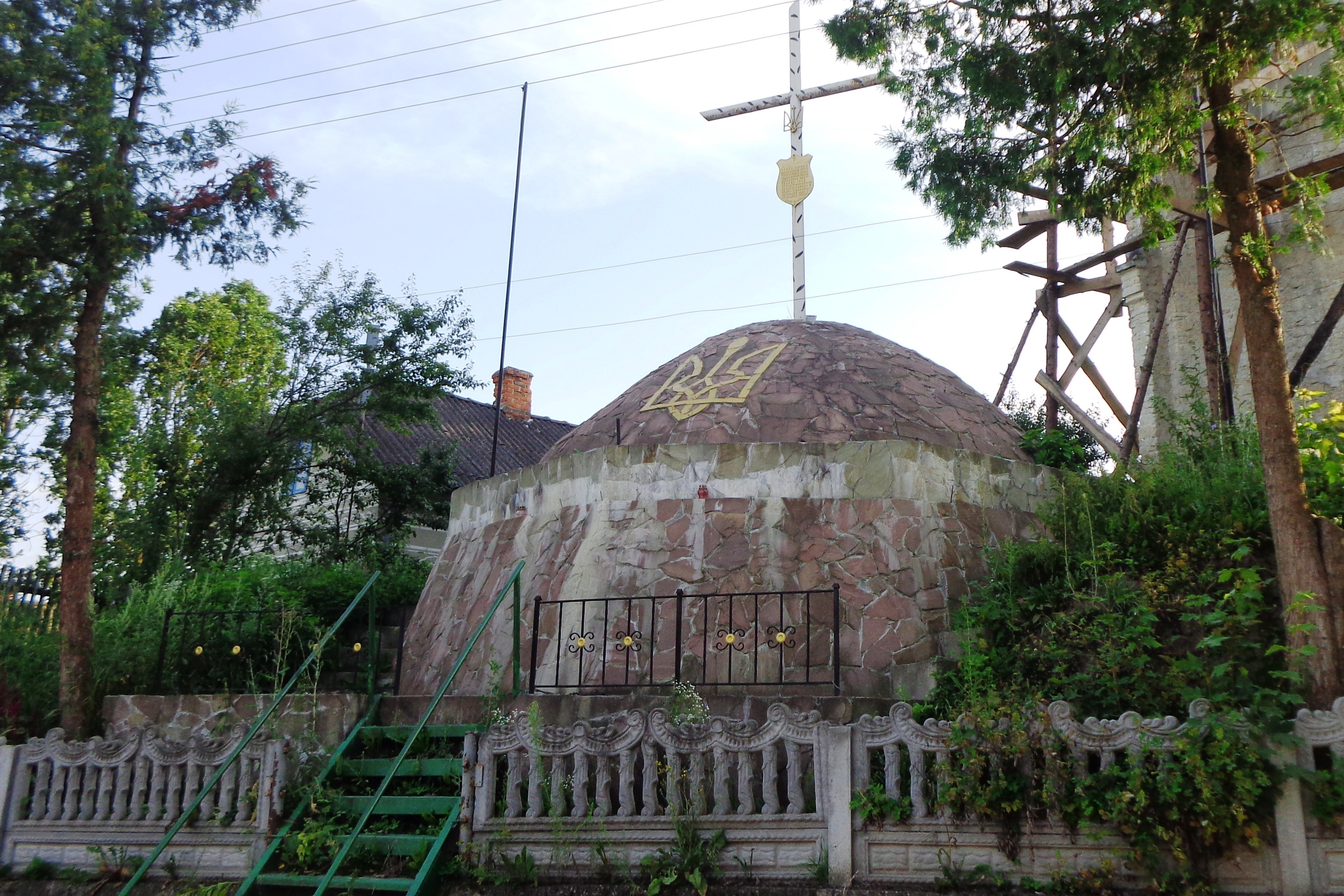
Символічна могила Борцям за волю України в Божикові

Перша писемна згадка — 1443 року. Вже тоді село славилось своїми ставами. У 1444 році згаданий дідич села Івасько, його брати Васько та Олехно. Друга дружина Грицька Кердейовича Ядвіґа підписувалась з Бережан та Божикова.
У XV століття село належало магнату Мартину Свірзькому зі Свіржа.
У середині XV століття в «Актах гродських Галицької землі» згадується й сільська церква.
Ян Непомуцен Топач Копичинський у 1787 році набув право власності (посідання) на частину маєтку в Божикові.
У XVIII—ХІХ століттях маєток у Божикові належав шляхетським родинам Мошинських, Янковських, від початку 1880-х років — єврейському промисловцю з Підгаєць Іро Лілієнфельду, близько 1892 року перейшло у власність вихреста Людвика Сломніцького, згодом його сина Броніслава. Останнім власником фільварку у 1930-х роках, по смерті Броніслава Сломніцького, була його вдова Дорота Сломніцька, яка одночасно володіла й кількома селами на Теребовельщині (Тютьків, Дарахівка).
У 1909—1944 роках проходила залізниця Львів — Підгайці.
На хуторі Лози відбувся останній відомий бій бойової групи УПА 14 квітня 1960 року (група Перегінця-Пальчак-Цетнарського).
12 червня 2020 року, відповідно до Розпорядження Кабінету Міністрів України від  № 724-р «Про визначення адміністративних центрів та затвердження територій територіальних громад Тернопільської області», село увійшло до складу Саранчуківської сільської громади.
19 липня 2020 року, в результаті адміністративно-територіальної реформи та ліквідації Бережанського району, село увійшло до складу новоутвореного Тернопільського району.

## Політика

### Парламентські вибори, 2019
На позачергових парламентських виборах 2019 року у селі функціонувала окрема виборча дільниця № 610014, розташована у приміщенні народного дому.
Результати
- зареєстровано 417 виборців, явка 49,88%, найбільше голосів віддано за «Слугу народу» — 26,60%, за Радикальну партію Олега Ляшка — 17,73%, за «Європейську Солідарність» — 13,79%[14]. В одномандатному окрузі найбільше голосів отримав Іван Чайківський (самовисування) — 47,50%, за Володимира Кісілевича (Слуга народу) — 13,50%, за Петра Репелу (Всеукраїнське об'єднання «Батьківщина») — 9,50%[15].

## Населення
За даними перепису населення 2001 року мовний склад населення села був таким:
| Мова       | Число ос. | Відсоток |
| ---------- | --------- | -------- |
| українська |           | 99,55    |
| російська  |           | 0,45     |

## Політика
Від 28 квітня 2012 року село належить до виборчого округу 165.

## Релігія
- церква Святителя Миколая Чудотворця (1870, ПЦУ);
- церква Святого Миколая (2011, УГКЦ);
- церква Успіння Пресвятої Богородиці (2012, УГКЦ);
- церква АСД.

## Освіта та культура

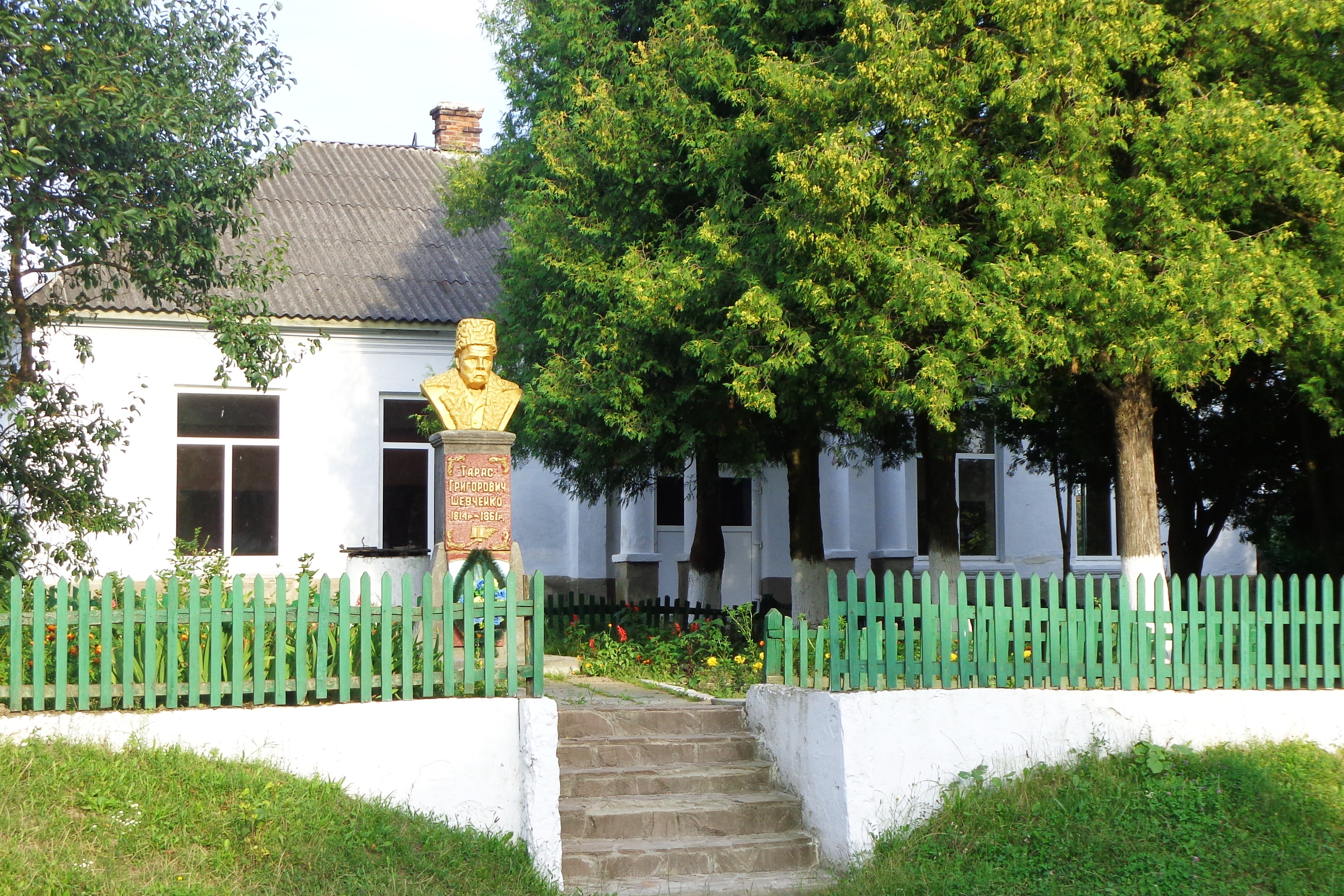
Початкова школа й пам'ятник Тарасові Шевченку в Божикові

Діють Божиківський навчально-виховний комплекс «загальноосвітній навчальний заклад І — ІІ ступенів — дошкільний навчальний заклад», народний дім, сільська бібліотека, відділення зв'язку.

## Пам'ятки

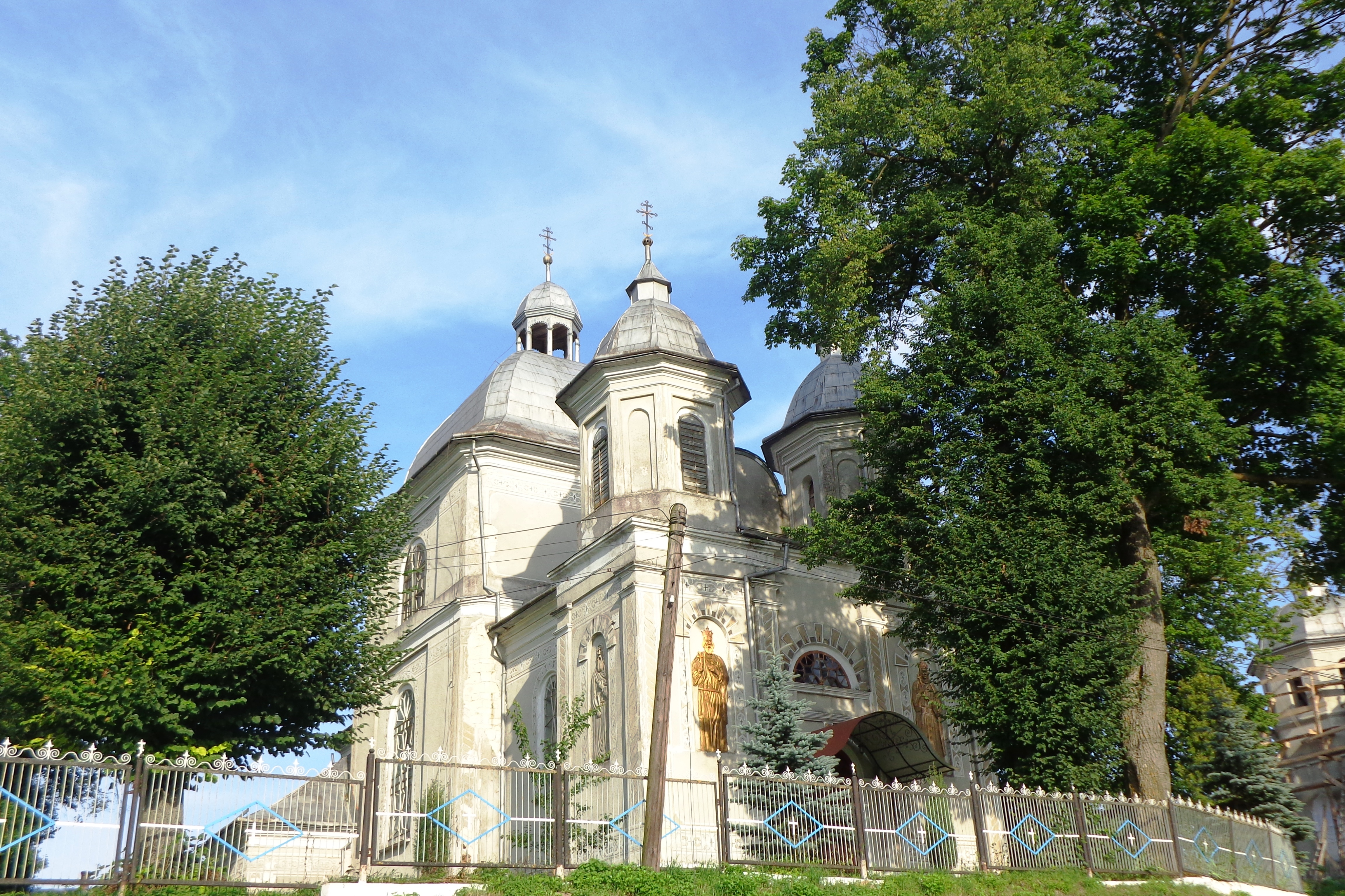
Церква Миколая Чудотворця в Божикові

Є церква Миколая Чудотворця (1870; кам'яна), збереглися будівлі школи (друга половина ХІХ століття) та Народного дому (1926).
Встановлено кам'яний хрест на честь скасування панщини (1848) та 950- і 1000-літнього ювілеїв хрещення Руси-України; споруджено дві «фігури» Миколая Чудотворця (1934; кам'яна), фігура Матері Божої (1927), пам'ятник полеглим у німецько-радянській війні воїнам-односельцям; насипана символічна могила Борцям за волю України (1990); відкрито меморіальну таблицю на честь поета-повстанця, уродженця села, Мирослава Кушніра (1997), пам'ятник Т. Шевченку (1999).
23 жовтня 2011 року посвячено нову греко-католицьку церкву святого Миколая.
Скульптура святого Миколая
Щойновиявлена пам'ятка історії. Розташована між церквою і сільрадою, подвір'я О. Осадца.
Виготовлена 1934 року самодіяльними майстрами з каменю.
Постамент — 1х1 м, висота — 1,6 м; скульптура — висота 1,25 м.

## Відомі люди

### Народилися
- Степан Буняк  (нар. 1967) — український громадсько-політичний діяч. Викладач кафедр менеджменту Інституту економіки і менеджменту Львівської політехніки та державного інституту новітніх технологій та управління ім. В. Чорновола, громадсько-політичний діяч, мер Любіня Великого (2006—2010, 2010—2014 рр). Учасник Антитерористичної операції 06.09.2014 — 18.04.2016 р. 06.09.2014 — командир протитанкового взводу Батальйону територіальної оборони «Воля», ст. лейтенант. 28.01.2015 р — командир 2 мотопіхотної роти 3 ОМПБ 24 ОМБр. 05.03.2015 р присвоєно військове звання капітан. 29.04.2016 р — 08.07.2019  — голова Мостиської РДА. Обраний депутатом Львівської обласної ради в багатомандатному виборчому окрузі № 3 від політичної партії "ЄВРОПЕЙСЬКА СОЛІДАРНІСТЬ" на чергових місцевих виборах 25.10.2020р. Учасник війни проти російської федерації з 24.02.2022 р, капітан, командир мотопіхотного взводу мотопіхотної роти мотопіхотного батальйону механізованої бригади імені Короля Данила. Отримав важке поранення 08.04.2022 року у боях, обороняючи місто Попасна від російських загарбників.
- Михайло Зінь  (1928 — 2007) — український науковець, професор і декан Віндзорського університету (Канада), автор численних підручників з бухобліку.
- Марія Клячко (14 жовтня 1914 — 20 лютого 2003) — магістр Колумбійського університету (США), професор політології.
- Кметик Володимир (21 червня 1903 — 8 липня 1983, Торонто) — випускник Лювенського католицького університету в Бельгії. Активіст «Пласту», діяч Ревізійного союзі українських кооператив. По війні опинився в Канаді.
- Кудла Володимир (1920—1985, Віндзор, Канада) — громадсько-політичний діяч. Провідний член організацій Визвольного фронту, член Головного комітету підгайчан, меценат видавничого фонду.
- Кушнір Мирослав Андрійович (12 вересня 1922 — листопад 1944) — поет, перекладач, публіцист, мемуарист. У партизанському загоні УПА, с. Добра
- Семенів Остап Михайлович (нар. 1932) — інженер-економіст, кандидат економічних наук, доцент, автор 120 друкованих робіт, у тому числі чотирьох підручників і навчальних посібників, доцент кафедри менеджменту організацій Національного університету «Львівська політехніка».
- Скасків Григорій Юрійович (28 лютого 1891 — 27 вересня 1938) — служив в австрійській армії уланом, також в УГА та армії УНР. Викладав історію України в Полтавській гімназії, видатний діяч УНДО 1920—1930-х років. Режисер аматорського театру, активіст товариств «Просвіта», «Сокіл», «Сільський господар».
- Скасків Михайло (1914 — 24 липня 1944) — учасник національно-визвольних змагань.
- Скасків Ярослав Григорович (24 червня 1922 — 19 липня 1944, с. Старі Стріличі) — керівник Юнацтва міста Львова (1941), Львівської області (1942), керівник Крайового проводу Юнацтва (від 1943). В червні 1944 року призначений тереновим провідником Львівщини, членом Крайового проводу ОУН. Посмертно нагороджений Срібним Хрестом заслуги УГВР (1945).
- Стеткевич Іларіон Іванович (1833 — 7 лютого 1901) — греко-католицький священик, парох Божикова 1865—1901, декан Підгаєцький 1866—1901, член москвофільського товариства імені Михайла Качковського, «Народного Дому» у Львові та член повітової ради з 1860-х років, титулярний радник львівської митрополичої консисторії з правом користування крилошанськими відзнаками (1883), член виділу товариства «Руська бурса» у Бережанах (1883), засновник товариства «Народна торгівля» у Бережанах (1885), член бережанського Товариства будови і відновлення руських церков (1893), голова повітової «Просвіти» (1898). Ініціатор побудови церкви, створення читальні, кооперативи, райффайзенівки.
- Тяжка Олександра Василівна (нар. 1937 — д. м. н., професор, зав. кафедрою педіатрії № 1 Київського Національного університету.
- Фліссак Ярослав Антонович (нар. 1954) — директор департаменту з питань науки та гуманітарної сфери Рахункової палати України. «Заслужений економіст України» (2006).
- Глинський Ярослав Миколайович — народився в с. Божиків. Доцент кафедри фізико-математичних наук. Від 1995 року працює на посаді доцента кафедри обчислювальної математики і програмування НУ «Львівська політехніка».

### Перебували
- травень 1745 — рейд загону Олекси Довбуша.
- 16 травня 1886 — Сильвестр Сембратович, кардинал, митрополит УГКЦ, на посвяченні церкви.
- 16 березня 1900 — Євген Петрушевич, на відкритті райффайзенівки у селі.
- 8 травня 1907 — Кость Левицький на виборчому вічі.
- 15 травня 1910 — Кость Левицький на виборчому вічі.
- 26 липня 1916 — німецький імператор кайзер Вільгельм і цісар Австро-Угорщини Карл Габсбург
- червень 1917 — Олександр Керенський
- 1-2 березня 1919 — Симон Петлюра, ідучи з Бережан на станцію Литвинів-Божиків
- 1943 — Роман Шухевич, відвідуючи в сусідній Волощині розвідшколу УПА і центральний провід ОУН.
- 1945—1948 — Василь Кук, тоді керівник Подільського Проводу ОУН, згодом останній командир УПА.
- 1 вересня 1996 — Ігор Калинець, лауреат Шевченківської премії.
- 14 серпня 2011 — Ігор Калинець, лауреат Шевченківської премії, Остап Стахів, народний артист України.
- Пасічний Петро — вояк УПА, член Подільського окружного проводу ОУН, останній керівник боївки ОУН.